# Ted Tally
Ted Tally, nom artístic de William Theodore Tally (Carolina del Nord, 9 d'abril de 1952) és un dramaturg i guionista estatunidenc, guanyador d'un Oscar.
Tally va ser educat a la Universitat Yale i a l'Escola Yale de Teatre, i també hi ha donat classes. El seu crèdit més notable és el guió cinematogràfic per a El silenci dels anyells, que va guanyar l'Oscar al millor guió adaptat, el Premi Saturn, així com el premi del Sindicat de Guionistes dels Estats Units, el premi de la Chicago Film Critics Association i un Premi Edgar del Mystery Writers of America.
Altres guions són els de les pel·lícules White Palace, Abans i després, Esclat, i All the Pretty Horses.
A més a més a Terra Nova, amb la que guanya un premi Obie, i Coming Attractions, que guanya el Premi Outer Critics Circle Award, les obres de Tally inclouen Hooters, Little Footsteps, i Silver Linings. Els seus guions de televisió inclouen The Comedy Zone, Hooters, Terra Nova per la BBC (TV), i The Father Clements Story amb la que va guanyar el Christopher Award.
Després de declinar escriure el guió cinematogràfic per a Hannibal, Tally va tornar a Hannibal Lecter per escriure el guió de Red Dragon. Quan li van preguntar a la revista Inside Film Online per què va decidir no escriure el guió cinematogràfic per a Hannibal, responia: Per moltes raons. No m'agradava el llibre. El director Jonathan Demme, i jo el vàrem llegir i ens vàrem horroritzar. No vèiem com podríem fer una pel·lícula d'això, i com podríem estar-ne orgullosos sense fer una història totalment diferent. Estava preocupant perquè teníem una amistat amb Tom Harris i sentíem que li devíem molt. Però estava a la defensiva i no volia res canviat.
Tally és també acrditat com a productor associat a Mission to Mars (2000), així com assessor creatiu a Madagascar (2005) i assessor d'història a Shrek 2 (2004).
Tally viu amb la seva dona i dos fills a Pennsilvània, als afores de Philadelphia, al Comtat de Bucks. El nom del seu fill és Austin Wilkes (n. 1988) i el de la seva filla és Amanda Devin (n. 1992).